# Rolf Ackermann (Mediziner)
Rolf Ackermann (* 14. August 1941 in Ulm; † 11. Februar 2015) war ein deutscher Urologe und Hochschullehrer. Er war von 1983 bis 2007 Inhaber des Lehrstuhls für Urologie an der Heinrich-Heine-Universität Düsseldorf.

## Werdegang
Rolf Ackermann studierte Humanmedizin in Würzburg und Wien. Der Promotion 1968 folgte 1975 die Facharztanerkennung in Würzburg. Nach der Habilitation 1977 und der Ernennung zum C3-Professor für Urologie in Würzburg unter Hubert Frohmüller im Jahr 1980 erhielt Rolf Ackermann 1983 die Berufung an den Lehrstuhl für Urologie an die Heinrich-Heine-Universität in Düsseldorf, wo er die Klinik für Urologie bis zu seiner Emeritierung 2007 leitete. Seine Forschungsinteressen galten vor allem der Onko-Urologie, insbesondere dem Prostata-, Blasen- und Nierenkrebs.
Von 1995 bis 2003 war Ackermann Ärztlicher Direktor der Medizinischen Einrichtungen der Heinrich-Heine-Universität Düsseldorf, später des Universitätsklinikums Düsseldorf.

## Ehrungen
Zu den Würdigungen und Anerkennungen von Ackermann zählen unter anderem der Wissenschaftliche Preis der Deutschen Gesellschaft für Urologie DGU (Maximilian-Nitze-Preis) in den Jahren 1979 und 1980 sowie die Maximilian Nitze-Medaille für seine Gesamtverdienste um das Fachgebiet im Jahre 2000. Im Jahre 2004 wurde Ackermann der Förderpreis der Klüh-Stiftung Düsseldorf verliehen. Dazu kamen zahlreiche Ehrenmitgliedschaften in nationalen und internationalen Fachgesellschaften, die Ackermann verliehen wurden, unter anderem bei der DGU, der American Urological Association und der European Association of Urology, der Canadian Association of Urology sowie den nationalen Fachgesellschaften der Slowakei, Polens und der Schweiz.